# Утакмице фудбалске репрезентације Мађарске 1943.
| Домаћин · 1943 | Гост · 1943 |

Фудбалска репрезентација Мађарске је током 1943. године одиграла пет утакмица, четири утакмице, игране у гостима, је решила у своју корист, а једини меч код куће изгубила је са 2 : 7 од Шведске, коју је претходно поразила у Стокхолму са резултатом од 3: 2. После тога Мађарска репрезентација скоро две године није играла ни једну утакмицу меч због  Другог светског рата који је већ увелико трајао.
Савезни селектор националног тима у овом периоду је био:
- Калман Ваги

## Утакмице
| Швајцарска | 1 : 3 (1 : 3) | Мађарска                      |
| ---------- | ------------- | ----------------------------- |
| Монард 16’ | Извештај      | Бодола 32’ 43’ · Женгелер 34’ |

| Бугарска               | 2 : 4 (0 : 3) | Мађарска               |
| ---------------------- | ------------- | ---------------------- |
| Милев 61’ · Спасов 81’ | Извештај      | Женгелер 3’ 8’ 14’ 69’ |

| Шведска       | 2 : 3 (2 : 1) | Мађарска                                                |
| ------------- | ------------- | ------------------------------------------------------- |
| Нордал 7’ 41’ | Извештај      | Женгелер 15’ · Шпилман (Шарвари) 50’ · Леандер 76’ (аг) |

| Финска | 0 : 3 (0 : 2) | Мађарска                                      |
| ------ | ------------- | --------------------------------------------- |
|        | Извештај      | Маћаш Тот III 11’ 47’ · Шпилман (Шарвари) 35’ |

| Мађарска     | 2 : 7 (2 : 2) | Шведска                                                           |
| ------------ | ------------- | ----------------------------------------------------------------- |
| Суса 22’ 45’ | Извештај      | Карлсон 15’ · Ниберг 42’ 87’ · Нилсон II 46’ 75’ · Нордал 53’ 71’ |

## Играчи репрезентације
| - Јулиу Бодола - Ференц Суса - Маћаш Тот - Франциск Шпилман (Ференц Шарвари) - Ђула Женгелер - Јожеф Печовски - Шандор Биро |